# Carl Peter von Heidenstam
Carl Peter von Heidenstam, född 11 november 1792 i Smyrna, död 5 juni 1878 i Aten, var en svensk diplomat och författare.

## Biografi

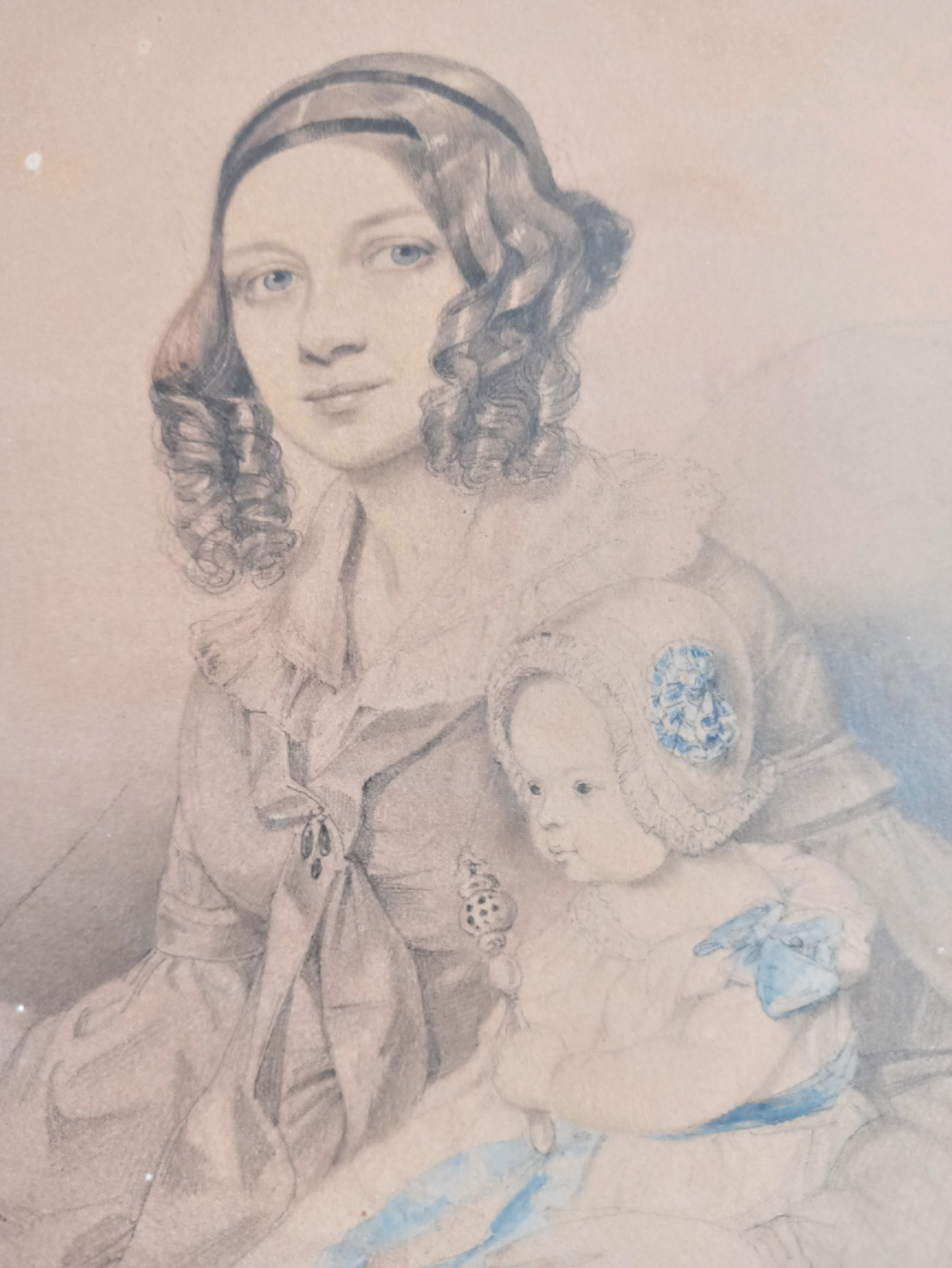
Eliza Skene, fru till Carl Peter, med son Oscar, 1842

Carl Peter von Heidenstam tillhörde  ätten von Heidenstam. Han föddes i Smyrna dit hans far Gerhard von Heidenstam flyttat efter sitt avsked som diplomat. Modern var Catharina Anna Grandon de Hochepied. 1802 flyttade familjen till Stockholm. Carl Peter von Heidenstam fick utbildning i S:t Cyrs militärskola i Frankrike, och från 1811 tjänstgjorde han för Frankrike i Napoleonkrigen som officer. Han deltog därmed på franska sidan under fälttågen i Italien. I slaget vid Tolentino 2-3 maj 1815 stred han på Joachim Murats sida, sårades och tillfångatogs, och lämnade den franska armén, varför han 1816 kunde bege sig till Persien där han utsågs till överste i persisk tjänst. Han återvände dock till Sverige där han 1818 blev kapten i generalstaben under sin första och enda vistelse i Sverige. 1836 hade han avancerat till överstelöjtnant.
Sedan han återkommit till svensk tjänst, blev han värvad som attaché till den svenska beskickningen i Konstantinopel, där hans far verkat. Han befann sig där 1818-1824. 1831 blev han generalkonsul i Grekland med placering i Napoli di Romania, och från 1833 i Aten. 1835 blev han kammarherre, och 1838 blev han generalkonsul i Joniska öarnas republik. 1840 gifte han sig med engelskan Eliza Skene. Samma år föddes deras son Oscar von Heidenstam som blev diplomat och skriftställare.